# Tripp (Dacota do Sul)
Tripp é uma cidade localizada no estado norte-americano de Dakota do Sul, no Condado de Hutchinson.

## Demografia
Segundo o censo norte-americano de 2000, a sua população era de 711 habitantes.
Em 2006, foi estimada uma população de 651, um decréscimo de 60 (-8.4%).

## Geografia
De acordo com o United States Census Bureau tem uma área de
1,5 km², dos quais 1,5 km² cobertos por terra e 0,0 km² cobertos por água. Tripp localiza-se a aproximadamente 475 m acima do nível do mar.

## Localidades na vizinhança
O diagrama seguinte representa as localidades num raio de 24 km ao redor de Tripp.